# راندي كرودر
راندي كرودر (بالإنجليزية: Randy Crowder)‏ هو لاعب كرة قدم أمريكية أمريكي، ولد في 30 يوليو 1952 في فاريل في الولايات المتحدة.

## وصلات خارجية
- راندي كرودر على موقع مرجع كرة القدم المحترفة.كوم (الإنجليزية)